# 오사카시 교통국 30000계 전동차
오사카 시 교통국 30000계 전동차(일본어: 大阪市交通局30000系電車 おおさかしこうつうきょく30000けいでんしゃ[*])는 오사카 시 교통국의 전동차로 이 열차는 신형 20계 모델을 기반으로 제작된 열차로 오사카 시영 지하철 다니마치 선에 운행하고 있던 10계, 30계 대체하기 위해 제작했다. 2008년 10월에 최초로 오사카 시영 지하철 다니마치 선에서 시범 운행을 시작으로, 2009년 3월부터 운행에 들어갔다. 2011년부터 오사카 시영 지하철 미도스지 선에 도입하기 시작했다.

## 편성

### 6량 편성
- 현재 30000계 6량 편성은 오사카 시영 지하철 다니마치 선에서 운행하고 있으며 편성은 다음과 같다.[5]

| 호차 | 1     | 2     | 3     | 4     | 5     | 6     |
| ---- | ----- | ----- | ----- | ----- | ----- | ----- |
| 명칭 | 326xx | 321xx | 328xx | 323xx | 322xx | 329xx |

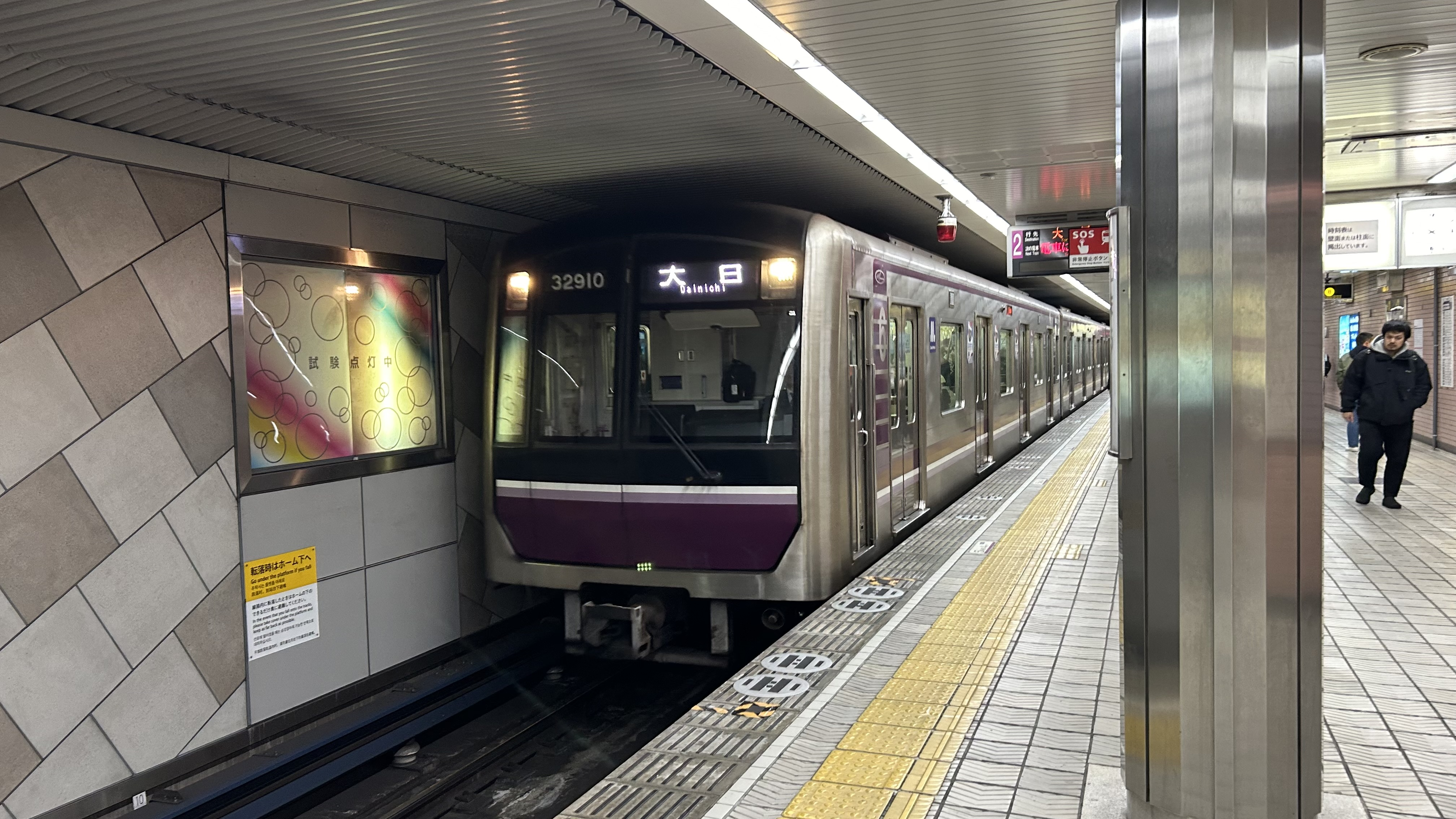
30000계 910편성

### 10량 편성

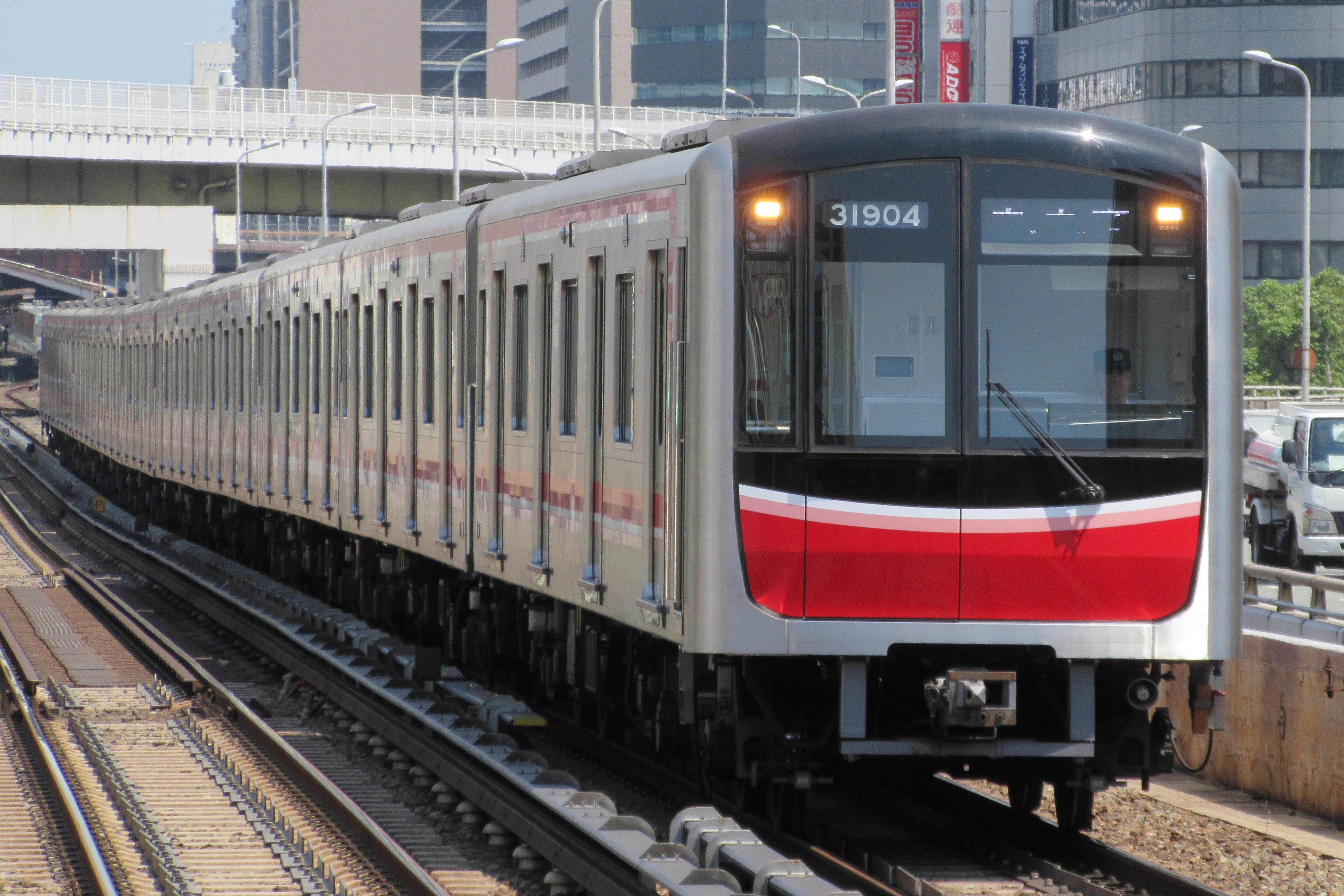
현재 30000계 10량 편성은 오사카 시영 지하철 미도스지 선에서 운행하고 있으며 편성은 다음과 같으며 6호차의 경우 여성 우선석을 운영하고 있다.

| 호차 | 1     | 2     | 3     | 4     | 5     | 6     | 7     | 8     | 9     | 10    |
| ---- | ----- | ----- | ----- | ----- | ----- | ----- | ----- | ----- | ----- | ----- |
| 명칭 | Tec2  | Ma2   | Mb2   | T     | T'    | Mb1'  | Te    | Mb1   | Ma1   | Tec1  |
| 번호 | 319xx | 312xx | 313xx | 315xx | 318xx | 314xx | 317xx | 311xx | 310xx | 316xx |

- 30000계 904편성

## 차내 사진

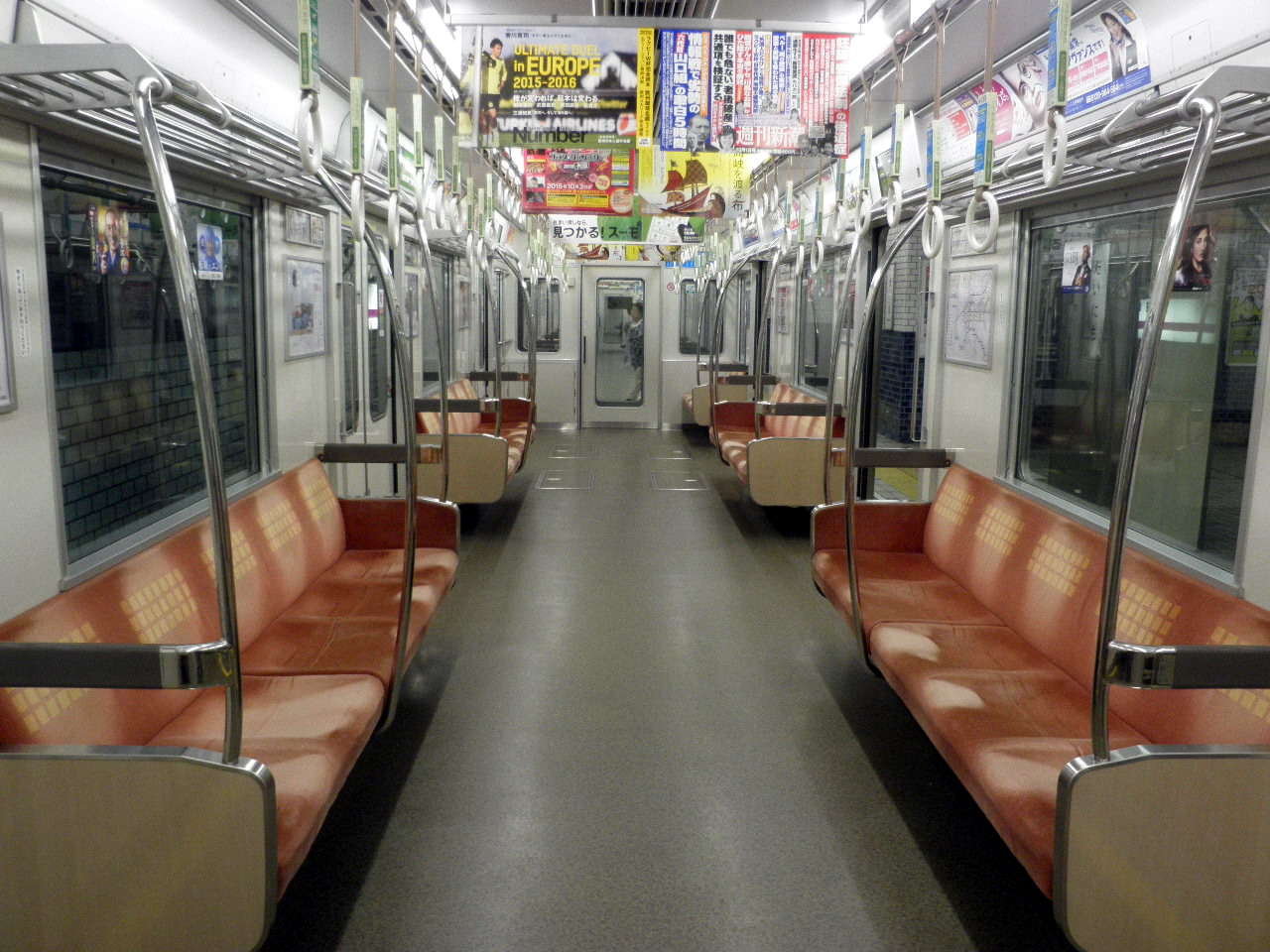
30000계 6량 편성 실내의 모습
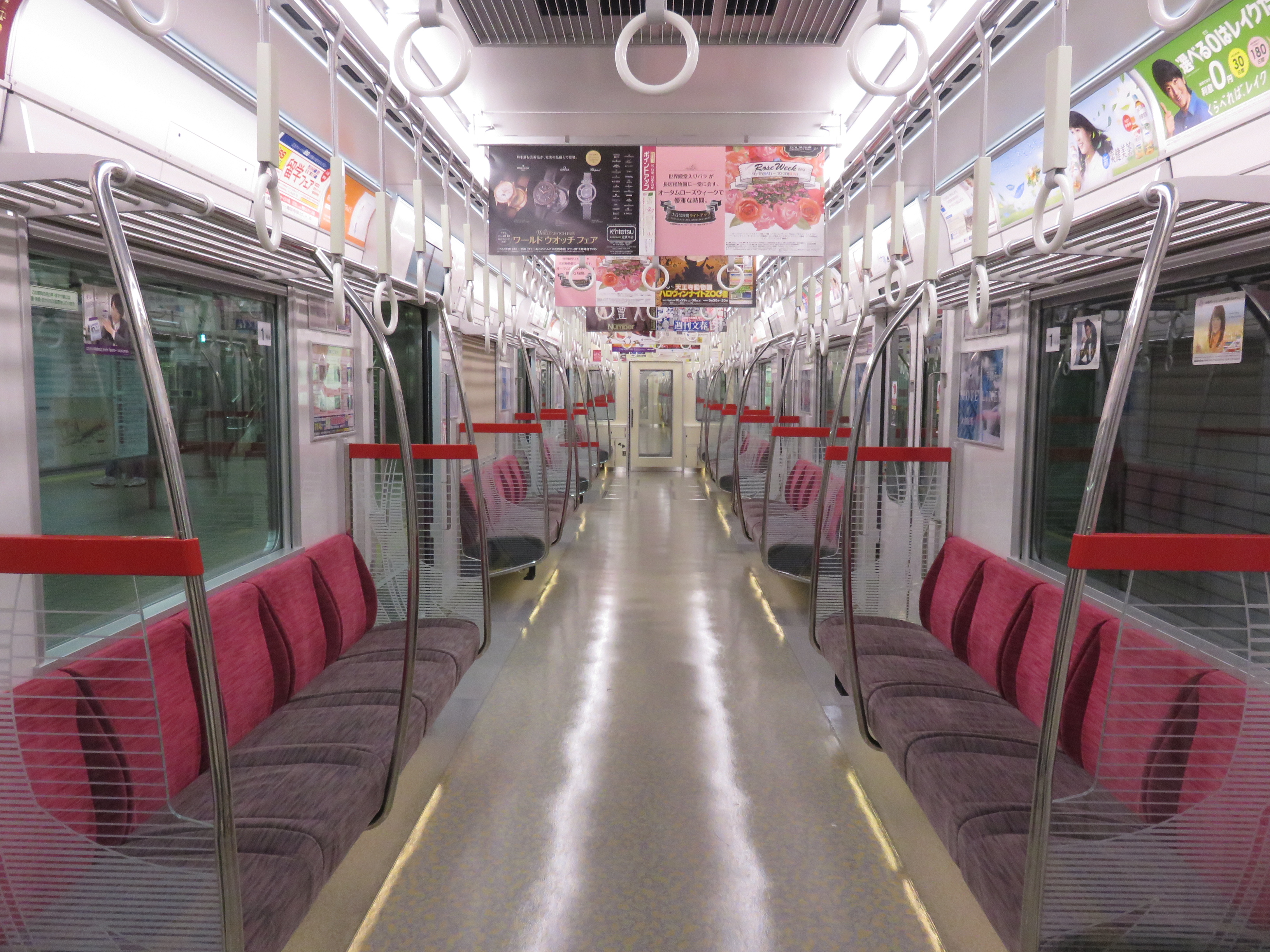
30000계 10량 편성 실내의 모습
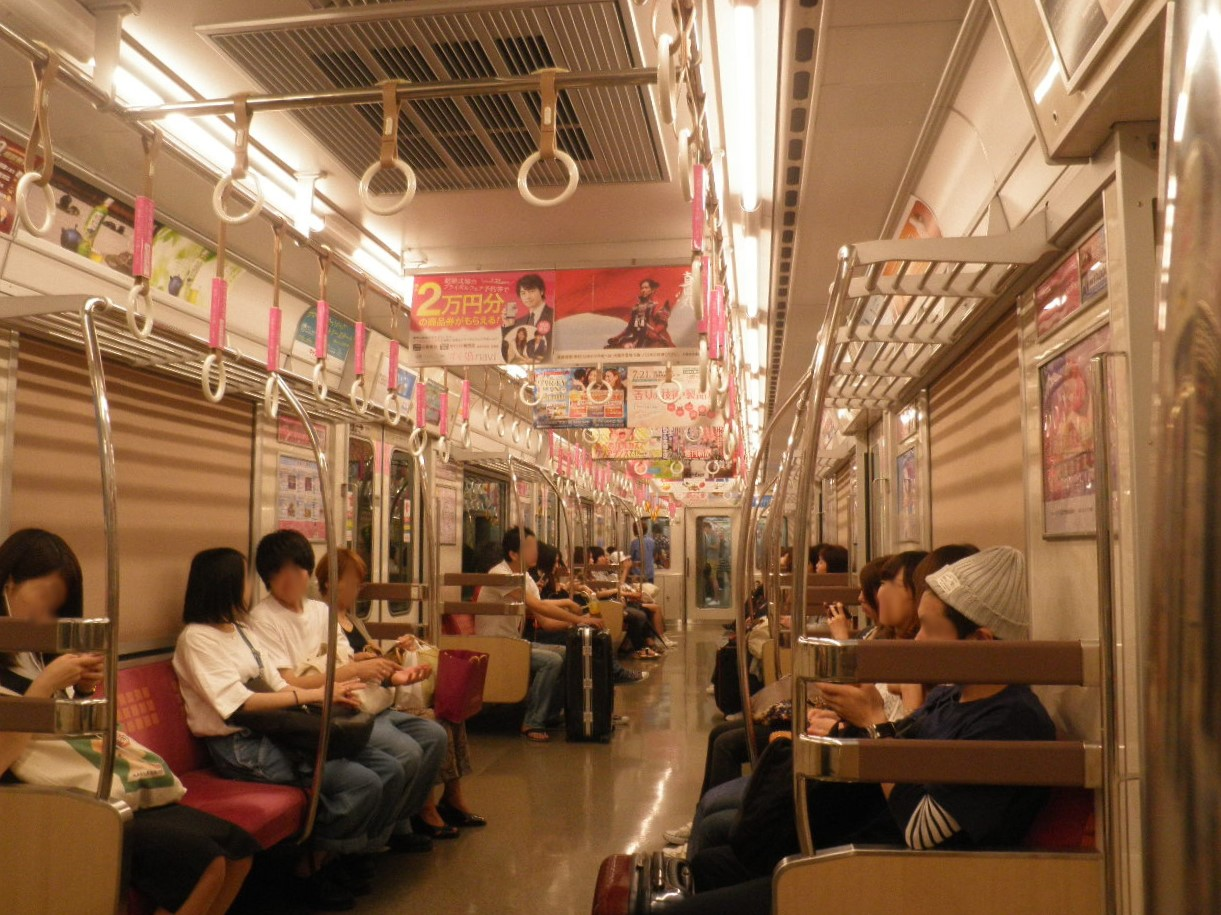
여성 우선석